# Galerie d'Entomologie

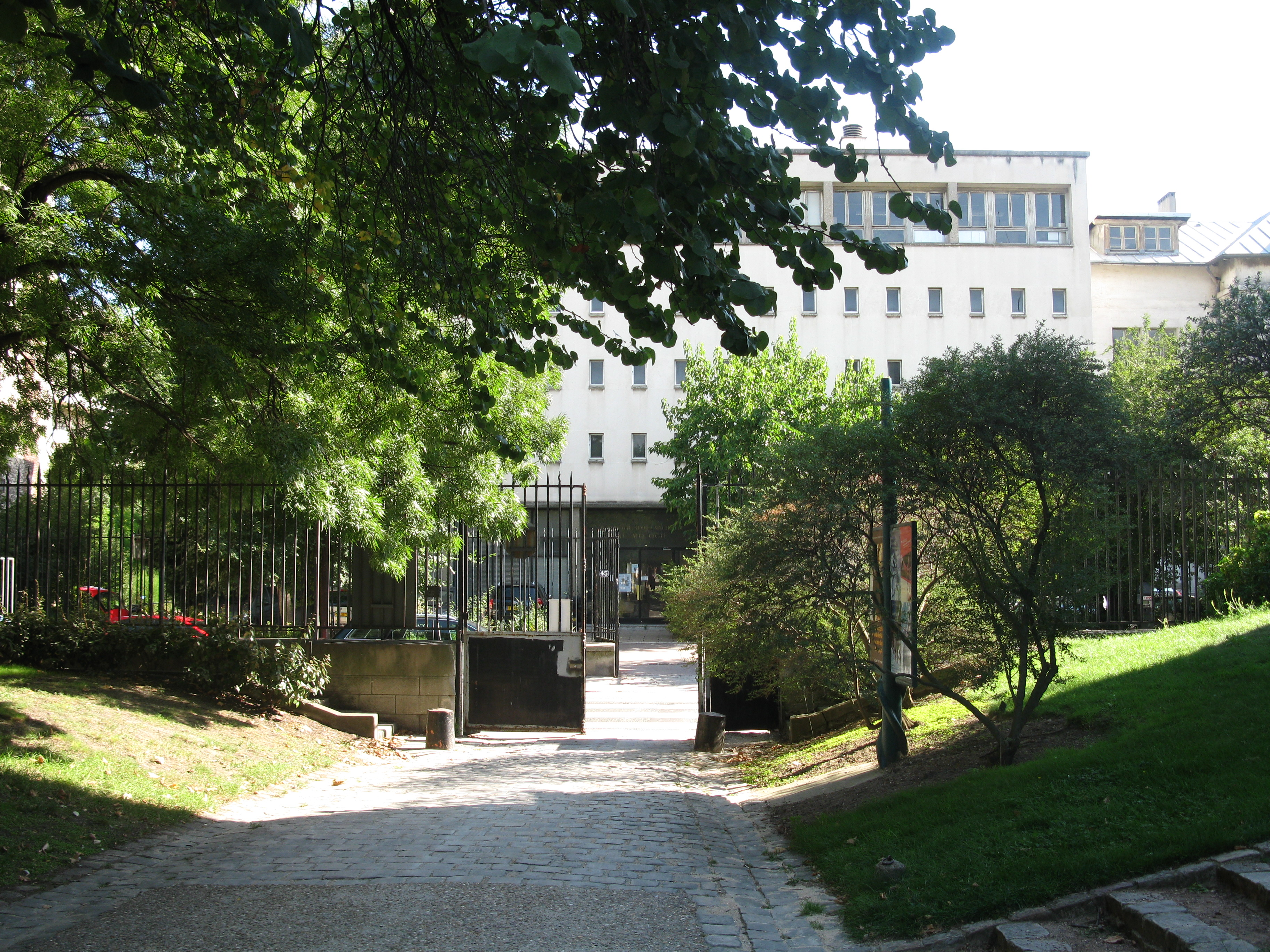
Le laboratoire d'Entomologie du Muséum, vu de l'allée Becquerel.

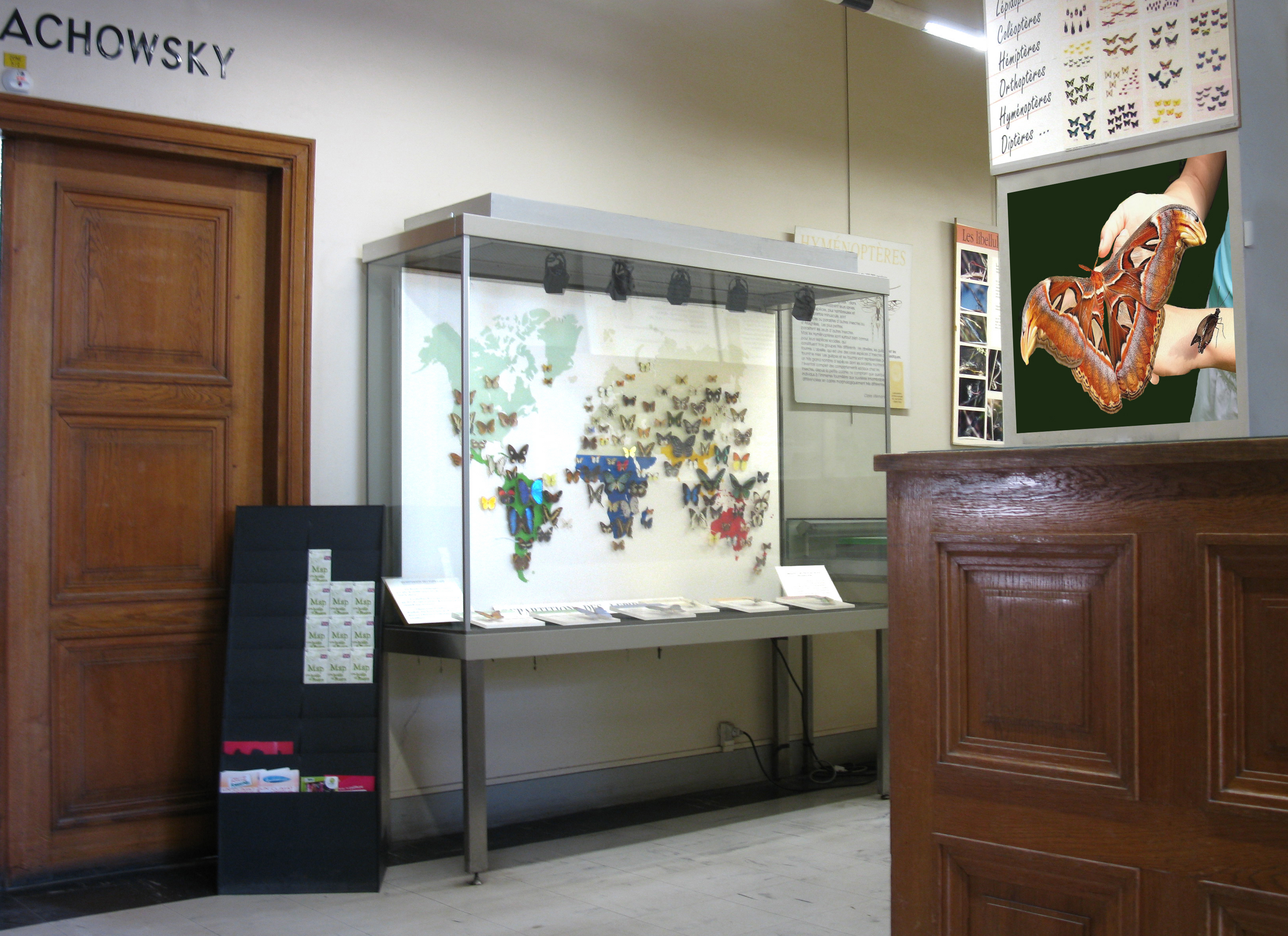
Un aspect de la galerie d'Entomologie.

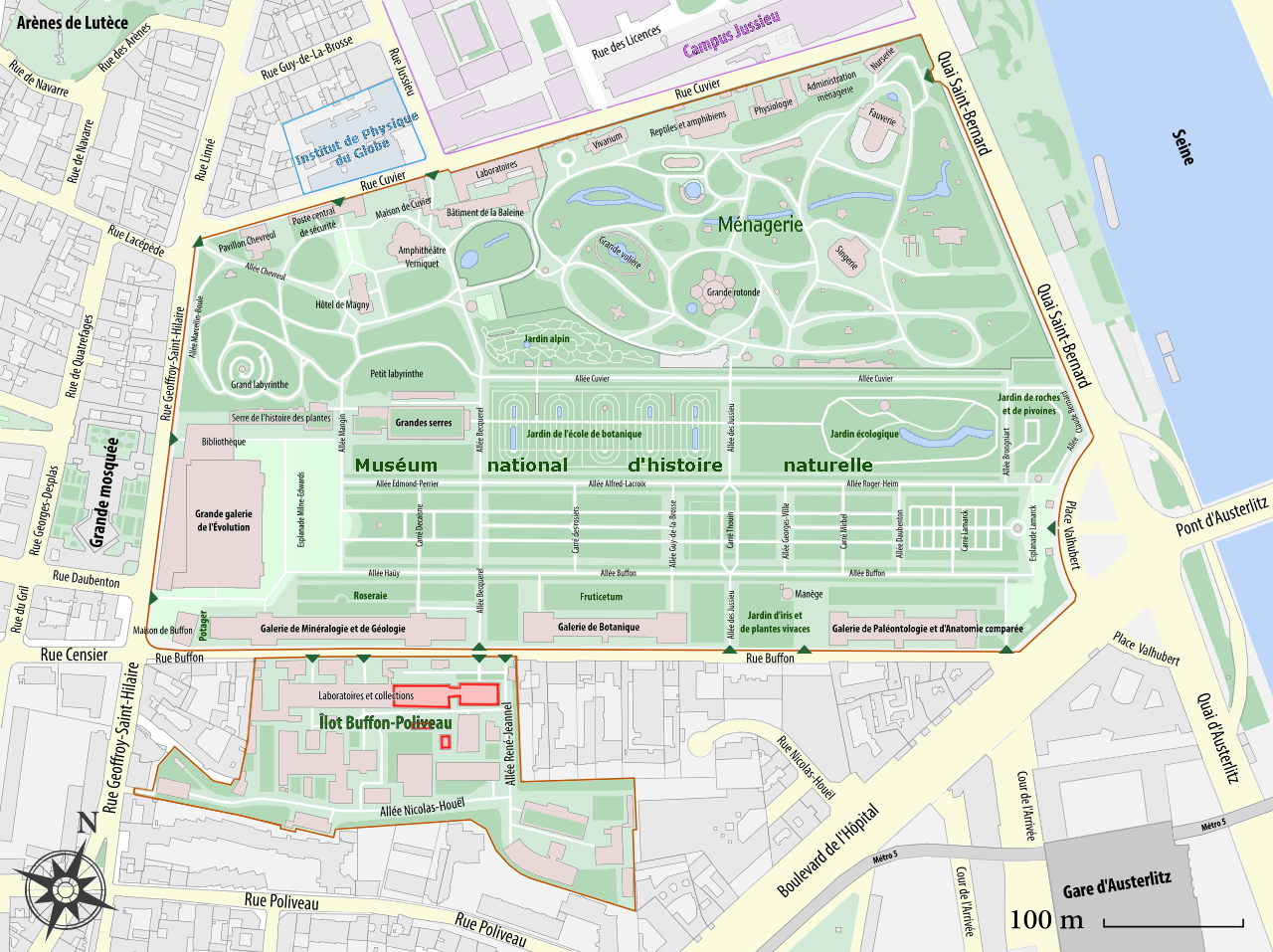
Le laboratoire d'Entomologie se trouve au 45 rue Buffon, au nord-est du « clos Patouillet » ou « îlot Buffon-Poliveau » du Muséum national d'histoire naturelle.

La galerie d'Entomologie, à Paris, en France, était l'une des galeries du Muséum national d'histoire naturelle. Sur un site auparavant occupé par la collection cynégétique de Philippe d'Orléans, au no 45 de la rue Buffon, où ce musée est inauguré le 22 décembre 1928, elle a abrité de 1960 à 1996 une présentation d'insectes choisis parmi les plus spectaculaires ou représentatifs de cette classe qui, à elle seule, regroupe plus de la moitié de la biodiversité animale. La galerie d'Entomologie n'est plus ouverte au public depuis 1996 et a été démantelée au début du XXIe siècle, mais ses collections sont restées au laboratoire d'Entomologie du Muséum.

## Descriptif
La galerie d'Entomologie a été agrandie et réorganisée dans la seconde moitié du XXe siècle par le Muséum national d'histoire naturelle qui abrite, dans ses collections, plus de 40 millions de spécimens d'insectes dont de nombreux types (holotypes et paratypes), un certain nombre d'espèces désormais éteintes, et l'une des plus grandes collections mondiales de lépidoptères (papillons). Ces collections sont conservées à l'abri des nécrophages tels les dermestes, de la lumière, de l'humidité et des moisissures, mais faute de moyens et de spécialistes en nombre suffisant, de milliers de boîtes très anciennes, datant pour certaines des premiers grands naturalistes, se dégradent. La galerie a été fermée au public en 1996 pour des travaux de rénovation qui n'ont jamais pu être engagés faute de financements, mais les collections peuvent être vues sur rendez-vous par les chercheurs et les sociétés savantes. L'une d'elles, la Société entomologique de France, y a d'ailleurs son siège.
Quelques dizaines d'espèces vivantes d'insectes et arachnides peuvent être vues au vivarium de la Ménagerie, créé par une souscription lancée en 1927 par René Jeannel et dépendant initialement de la chaire d'Entomologie, tandis qu'une petite partie des collections du Laboratoire d'Entomologie est exposée dans diverses présentations de la grande galerie de l'Évolution, par exemple la grande vitrine montrant l'étagement des milieux forestiers tropicaux.
Depuis 2010, le Laboratoire d'Entomologie du Muséum National d'Histoire Naturelle a mis en place, en collaboration avec le CNRS, l'INRA, plusieurs universités et des réseaux d'entomologistes comme Tela insecta, Tela botanica, Agoralogie, le GIBF et d'autres, de nouveaux programmes de sciences participatives :
- Le « suivi des insectes pollinisateurs » grand public, consistant à demander aux amateurs inscrits[4] de rester une demi-heure ou une heure auprès d'une fleur, à intervalles réguliers sur une période déterminée, en photographiant systématiquement tous les insectes qui se présentent puis d'envoyer les photos au laboratoire. Le but de ce suivi est de déterminer le rôle respectif de dissémination pollinique des différents ordres et familles d'insectes : coléoptères, mouches, abeilles, bourdons, guêpes, papillons...
- l'« Observatoire des coléoptères de bords de chemin »[5].
- le réseau « Recolnat », plateforme numérique pour l'inventaire des collections naturalistes[6].